# Famille Fejérváry
Fejérváry (en hongrois : komlóskeresztesi Fejérváry család) est le patronyme d'une ancienne famille aristocratique hongroise.

## Origines
La famille Fejérváry est originaire du comté de Sáros. Elle remonte à István, tombé lors du Siège de Belgrade en 1521. La famille est confirmée dans sa noblesse en 1558. Elle reçoit du roi la terre de komlóskeresztesi en 1570.

## Membres notables
- László Fejérváry , capitaine KuK durant la Guerre de Sept Ans (1756-1763).
- Gábor Fejérváry (hu) (1780-1851), archéologue hongrois, oncle de Ferenc Pulszky (en) et fils de Károly Fejérváry (hu) (1743-1794), généalogiste et héraldiste, lui-même fils du précédent László.
- József Fejérváry, Lieutenant-général KuK, père du suivant.
- baron (1er) Géza Fejérváry (1833-1914), Premier ministre de Hongrie. Titré baron en 1875.
- baron Imre Fejérváry (hu) (1866-1952), homme politique, főispán de Baranya, il était chevalier de l'Ordre de Léopold (1905), de l'Ordre de l'Aigle rouge (2e classe) et de l'Ordre de Schaumburg-Lippe (2e classe).
- baron Géza Fejérváry (1894-1932), naturaliste hongrois.

## Galerie

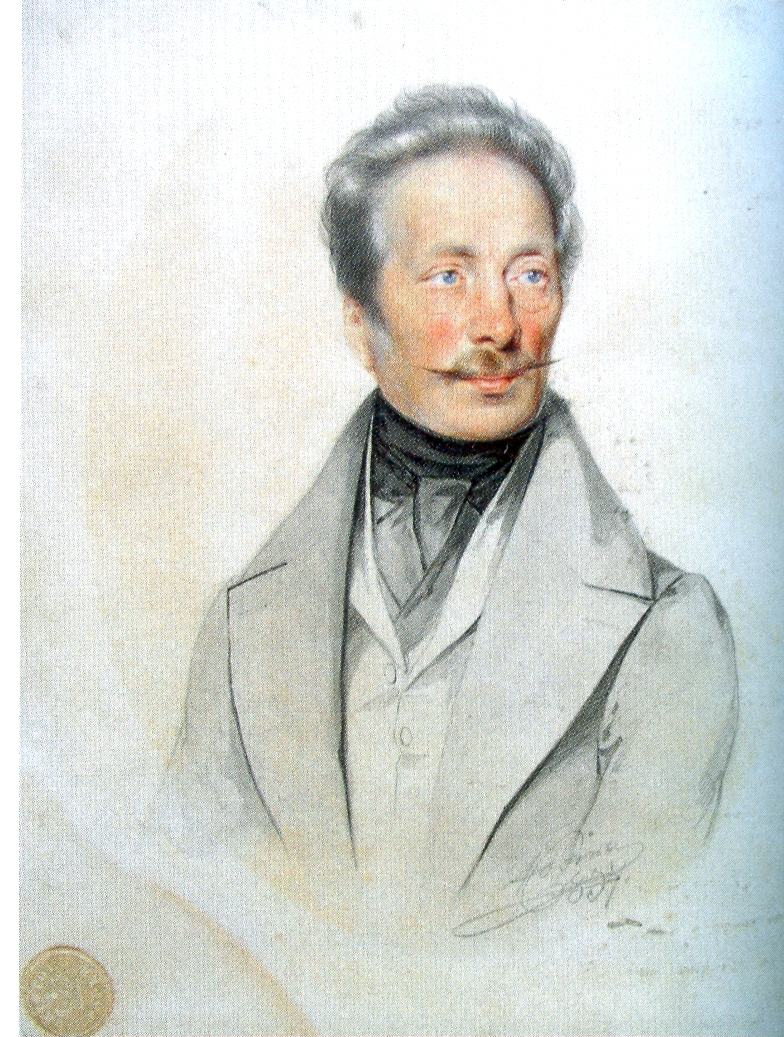
Fejérváry Gábor (1780-1851)
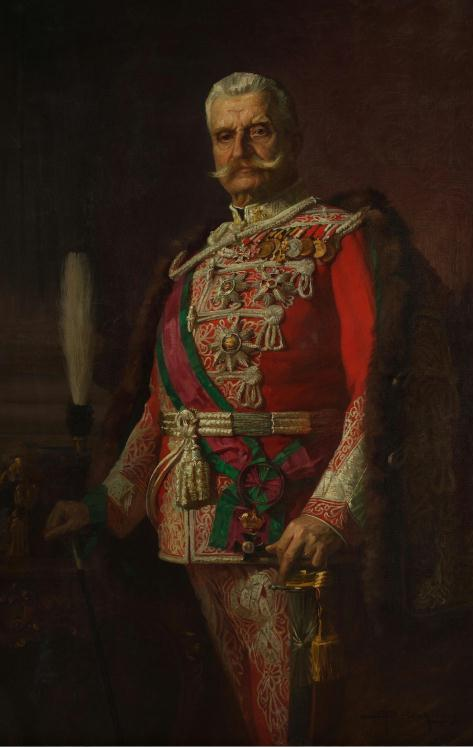
baron Géza Fejérváry (1833-1914)

## Liens, sources
- Révai nagy lexikona (Vol. VII, ETELKA-FÖLDÖV)
- Iván Nagy: Magyarország családai, III-IV., Pest, 1857-1868